# Борба на Китки
После борбе на Челопеку (29. април 1905) бројне и велике турске потере непрестано су крстариле кумановском околином, нарочито су претресали планину Козјак. 30. маја 1905. јака турска патрола (100 војника предвођених официром) окружила је на козјачком вису српску чету ос осам четника. То је била нова чета новоименованог војводе Петка Илића-Нагоричког.
Без икакве наде да се могу спасити пробојем четници су започели борбу са циљем да што скупље продају своје животе. Борба је трајала све док није испаљен последњи метак. Затим су се четници окупили око последње бомбе и активирали је. Од експлозије погинула су четворица. Тешко је рањен Божин из Отљана, а силина експлозије одбацила је низ стене Коцу Јанковића који се тиме спасао. Једини неповређен је остао Петко Илић. Рањени Божин захтевао је од њега да га убије, јер није хтео жив у руке Турцима. Након убијања Божина, Петко Илич и себи испали метак. Лоше изведеним самоубилачким пуцњем успео је да преживи и допре до Србије. У Врањској бањи лечио га је др. Кустудић. Петко Илић је преживео и брзи се вратио на четовање у Македонију.
На Китки су погинули Манасија Николић, Ђоша Бељановче, Михајло из Кошине, Божин из Отљана, Анђел из Четираца и Денко Кумановче. Ниједан од четника није напунио двадесету. За турске губитке података нема.
- Петко Илић-Нагорички